# Encinal Uno
Encinal Uno är en ort i Mexiko.   Den ligger i kommunen Xilitla och delstaten San Luis Potosí, i den centrala delen av landet, 210 km norr om huvudstaden Mexico City. Encinal Uno ligger 823 meter över havet och antalet invånare är 134.
Terrängen runt Encinal Uno är kuperad åt nordost, men åt sydväst är den bergig. Terrängen runt Encinal Uno sluttar österut. Runt Encinal Uno är det ganska tätbefolkat, med 96 invånare per kvadratkilometer. Närmaste större samhälle är Villa Terrazas, 15,6 km nordost om Encinal Uno. I omgivningarna runt Encinal Uno växer i huvudsak städsegrön lövskog.